# 第108独立領土防衛旅団 (ウクライナ領土防衛隊)
第108独立領土防衛旅団（だい108どくりつりょうどぼうえいりょだん、ウクライナ語: 108-ма окрема бригада територіальної оборони）は、ウクライナ領土防衛隊の旅団。東部作戦管区隷下。

## 概要

### ドンバス戦争

ドニプロペトロウシク州旗

2018年7月2日、ドンバス戦争の影響に伴い、ウクライナ領土防衛隊の動員が開始され、ドニプロペトロウシク州で創設された。

### ロシアのウクライナ侵攻
2022年2月24日、ロシアのウクライナ侵攻で第101独立領土防衛大隊がウクライナ国家親衛隊の第21独立治安防護旅団隷下の1個大隊と共に中部ドニプロペトロウシク州クルィヴィーイ・リーフに配備された。ヴィクトル・ヤヌコーヴィチ政権時代の副首相で親ロシア派とみなされていたオレクサンドル・ビルクルが軍政長となり不安視されていたが、侵攻2日目にはロシア側からの協力要請と「君に新しいウクライナでの大きなポストを用意している」と云う取引を拒絶したことで市民が一体となり要塞化も進み、ウクライナ軍不在でロシア軍がクルィヴィーイ・リーフまで一時数百メートルと迫ったが撃退した。

#### 南部・ザポリージャ戦線
2022年3月、第98アゾフ領土防衛大隊が南部ザポリージャ州ポロヒー地区に配備され、ザポリージャ南のオリヒウ方面を防御した。
2022年3月、第101独立領土防衛大隊を基幹に第129独立領土防衛旅団が創設された。

#### 東部・南ドネツク戦線

第108旅団旗

2022年4月、東部ドネツィク州ヴォルノヴァーハ地区に配備され、11月までヴェリカ・ノヴォシルカ、ヴフレダールを防御した。

#### 南部・ザポリージャ戦線
2022年12月、南部ザポリージャ州ポロヒー地区に再配置され、オリヒウ方面、フリャイポレ方面に展開した。

## 2022年編制
- 旅団司令部（ドニプロ）
- 第98アゾフ領土防衛大隊（ドニプロ）
- 第99独立領土防衛大隊（カーミヤンシケ）
- 第100独立領土防衛大隊（ニーコポリ）
- 第101独立領土防衛大隊（クルィヴィーイ・リーフ）
- 第102独立領土防衛大隊（ノヴォモスコーウシク）
- 第103独立領土防衛大隊（パウロフラード）
- 第203独立領土防衛大隊（スィネーリヌィコヴェ）

- 火力支援中隊
- 迫撃砲中隊
- 対破壊工作中隊
- 戦闘・後方支援隊
- 衛生隊